# Chincha (kultur)

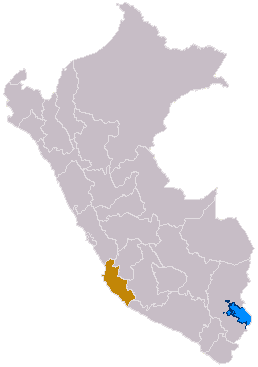
Chinchakulturens utsträckning

Chinchakulturen var en pre-inkakultur i Peru, som framträdde under den sena mellanperioden. Den sträckte ut sig genom dalarna i provinserna Chincha, Pisco, Ica och  Nazca, även om dess politiska centrum låg i Chinchadalen. Chinchakulturen erövrades av Inkariket under Pachacútec Inca Yupanquis regeringstid och införlivades slutligen med Inkariket under Túpac Inca Yupanquis regering, cirka 1476. 
Chincha var ett område (’’Señorio’’) som var viktigt även under Inkaepoken. Dessutom, sägs det att ledaren för Chincha var den ende som kunde krönas enligt samma ceremoni som  Sapa Inka. Befolkningen var indelad i adeln, som ansvarade för administrativa uppgifter, prästerna och folket, som bestod av köpmän, hantverkare, fiskare och jordbrukare.

## Arkitektur
Chinchas utvecklade, som andra kulturer längs kusten av Peru, en arkitektur i  adobe. De viktigaste byggnaderna finns nu i Chinchadalen, Tambo de Mora, Lurinchincha och San Pedro, där de byggde ceremoniella administrativa centrum.
En av de mest kända är ’’La Centinela’’ (i  Chincha Baja-distriktet), vars yta uppgår till 400 000 m  2 . Inom detta område finns bostäder, monumentala residens, pyramidtempel, gårdar, gator etc.

## Ekonomi
Den huvudsakliga ekonomiska aktiviteten var jordbruk, fiske och framför allt handel. 
Ännu viktigare än vägarna var de maritima handelsvägarna. De var skickliga sjöfarare, och deras navigeringsteknik gjorde det möjligt för dem att nå långt åt norr och åt söder. 
Det är känt att de nådde så långt som till Centralamerika, eftersom en av deras viktigaste export var skal av spondylusmusslor, som fanns främst i Ecuador och Peru, och har hittats i Centralamerika. 
Deras stora handelsförmåga var sådan att de lyckades utsträcka sitt inflytande till hela Inkaterritoriet innan det omvandlades till ett imperium. Man tror att genom chinchas stora kommersiella inflytande kom språket quechua att spridas i Anderna. 
De hade förmågan att organisera en trepartshandel i vilken de utgjorde den kommersiella bron mellan Collaoplatån, centrala kusten av Peru och norra delen av Ecuador. Via sjövägen handlade man med Cusco och Altiplanen. De mest eftertraktade produkterna från bergen var torkat nötkött (’’charqui’’), ull och vissa metaller.